# Виддальба
Виддальба (итал. Viddalba) — коммуна в Италии, располагается в регионе Сардиния, подчиняется административному центру Сассари.
Население составляет 1719 человек, плотность населения составляет 35,2 чел./км². Занимает площадь 48,83 км². Почтовый индекс — 7030. Телефонный код — 079.
Покровительницей коммуны почитается Пресвятая Богородица (Madonna di Pompei), празднование 8 мая.